# Demétrio II Nicátor
Demétrio II Nicátor (? — 125 a.C.) foi um rei selêucida, filho de Demétrio I Sóter e possivelmente Laódice V. Demétrio governou o Império Selêucida por dois períodos, separados por vários anos de cativeiro na Pártia, primeiro de setembro de 145 a.C. a julho/agosto de 138 a.C., e novamente de 129 a.C. até sua morte em 125 a.C. Seu irmão Antíoco VII Sideta governou o Império Selêucida no ínterim entre seus dois reinados.
Demétrio participou da Batalha de Antioquia, em que morreram Alexandre Balas e Ptolemeu VI Filómetor. Ele continuou a guerra, e derrotou Antíoco VI; no ano seguinte ele juntou as tropas na Babilônia para atacar Ársaces. No ano seguinte, ele foi capturado por Ársaces. Ele permaneceu prisioneiro por dez anos, e voltou para reinar na Síria. Demétrio atacou o Egito, mas teve que se retirar quando encontrou a oposição de Ptolemeu Fiscão.
Ptolemeu instalou Alexandre Zabinas como rei da Síria; Demétrio foi derrotado em uma batalha perto de Damasco, tentou fugir para Tiro, que recusou sua entrada, e foi morto ao tentar escapar de barco. Demétrio foi sucedido por seu filho Seleuco, que morreu logo depois, e foi sucedido por Antíoco, outro filho de Demétrio.